# Sonic Compilation
Sonic Compilation (с англ. — «Соник: Компиляция»), на территории Северной Америки известная под названием Sonic Classics — сборник, состоящий из трёх игр серии Sonic the Hedgehog — Sonic the Hedgehog, Sonic the Hedgehog 2 и Dr. Robotnik’s Mean Bean Machine, разработанный и изданный компанией Sega для игровой приставки Mega Drive/Genesis. Выход состоялся в 1995 году в Европе, где картридж входил в комплекте с консолью, и 14 июня 1997 года в Северной Америке.
После включения сборника появляется меню, в котором можно выбрать одну из трёх оригинальных частей серии. После включения игры нажатие кнопки «Reset» на консоли приводит к её перезапуску, а чтобы выбрать другую, нужно выключить и заново включить приставку. Картридж со сборником Sonic Compilation можно присоединить к Sonic & Knuckles с помощью технологии Lock-On, тем самым получая доступ к полной версии игры Blue Sphere. Музыка в меню выбора игры использована из Dr. Robotnik’s Mean Bean Machine.
После выхода сборник получил положительные отзывы от игровой прессы. На сайте GameRankings компиляция имеет среднюю оценку ровно 100 %. Обозреватель из Sega-16 поставил Sonic Classics высшую оценку — 10 баллов из 10 возможных. Рецензент настоятельно рекомендовал игрокам приобрести сборник, назвав его «совершенным», а также сравнил с проектами от Nintendo. Схожее мнение оставил обозреватель сайта Power Sonic, который оценил Sonic Compilation в 9 баллов из 10. И хотя рецензент подверг критике технические недоработки, ему понравилось наличие сразу трёх успешных игр серии на одном картридже. На сайте AllGame Sonic Classics была оценена в четыре звезды из пяти.